# Articulatiepunt

Articulatiepunten (passief & actief):
1. Exo-labiaal, 2. Endo-labiaal, 3. Dentaal, 4. Alveolair, 5. Post-alveolair, 6. Pre-palataal, 7. Palataal, 8. Velaar, 9. Uvulaar, 10. Faryngaal, 11. Glottaal, 12. Epiglottaal, 13. Radicaal, 14. Postero-dorsaal, 15. Antero-dorsaal, 16. Laminaal, 17. Apicaal, 18. Sub-apicaal

In de articulatorische fonetiek is het articulatiepunt (ook wel plaats van articulatie genoemd) van een medeklinker het contactpunt, waar een belemmering plaatsvindt van het stemorgaan tussen een actieve een en passieve articulator. Samen met de manier van articulatie en de articulatie geeft dit de medeklinker zijn specifieke klank. 
Een articulatiepunt wordt gedefinieerd door de actieve en passieve articulators die erbij betrokken zijn. Zo kan een actieve onderlip contact maken met de passieve bovenlip (een bilabiaal) of de bovenste tanden (een labiodentaal). 